# Arcóbriga
Arcóbriga era un asentamiento de la península ibérica dentro de la Tarraconense. En el siglo III aparece relacionada en el Itinerario Antonino A-24 y en el Itinerario Antonino A-25 encabezado con el título de Alio itinere ab Emerita Cesaragustam 369 que significa Otro camino de Mérida a Zaragoza, 369 millas,  entre las plazas de Segontia y Aquae Bilbilitanorum. 
El yacimiento celtíbero y romano de Arcóbriga se encuentra situado en el Cerro Villar, término municipal de Monreal de Ariza (provincia de Zaragoza), en la margen derecha del río Jalón, a unos dos kilómetros al oeste del casco urbano de dicha población. Aparece relacionada en el Itinerario Antonino A-25.
Fue excavado a principios del siglo XX por el marqués de Cerralbo, cuyos trabajos han sido posteriormente revisados.
Declarado monumento Histórico-Artístico por Decreto de 4 de junio de 1931, se modificó posteriormente su categoría por Orden del Departamento de Cultura y Turismo del Gobierno de Aragón, pasando a tener desde 2002 la consideración de Conjunto de Interés Cultural. 
El Museo Arqueológico Nacional conserva los restos materiales más importantes encontrados en el yacimiento. 

## Origen del nombre
El nombre de Arcóbriga es de origen celta y parece atestiguar un antiguo culto al oso entre la población celta. Aparece citado, entre otros, por Plinio el Viejo y Claudio Ptolomeo, así como en el itinerario de Antonino y el Anónimo de Rávena.

## Emplazamiento
Su emplazamiento, junto al río Jalón, es privilegiado. Esta vía fluvial fue un camino natural de comunicaciones muy importante en la Antigüedad, ya que une la costa nordeste de España con la meseta castellana. Ello permitió a la ciudad estar abierta a todo tipo de cambios y culturas, si bien sus primitivos habitantes celtíberos mantuvieron vivo su sentir religioso original, como demuestra el hallazgo de restos sacrificios humanos, una práctica ritual habitual entre los celtíberos.
En época romana imperial, Arcóbriga fue etapa oficial en la vía que unía Caesaraugusta (Zaragoza) con Complutum (Alcalá de Henares), a medio camino entre Aquae Bilbilitanorum (Alhama de Aragón) y Segontia (Sigüenza).

## Restos más significativos
Arcóbriga conserva todo su sistema defensivo, formado por dos anillos de muralla que, en algunos puntos, alcanza hasta tres metros de espesor, y que se apoya en los amesetamientos concéntricos del cerro; el sistema incluye igualmente un muro que cierra la acrópolis de la ciudad.
En la primera meseta, las excavaciones realizadas hasta la fecha han sacado a la luz pequeñas viviendas dispuestas sin demasiado orden. Atravesando el segundo cinturón de murallas se penetra en la segunda meseta, en la que se encuentran los edificios públicos de la ciudad ya romanizada, como las termas, las cisternas, la casa del Pretor, el templo, etc.
La ciudad romana de Arcóbriga poseía unas grandes termas, comparables con las de Los Bañales de Uncastillo o las de Bilbilis en las cercanías de Calatayud y que ocupaban una superficie de 700 metros cuadrados, la mitad por el edificio propiamente dicho y el resto al aire libre.
Dentro de las dependencias termales son identificables: en primer lugar, los vestuarios o apodytherium, en cuyas paredes se aprecian aún los restos de las taquillas y donde se encontró un magnífico suelo; desde aquí se pasaba a una sala con agua caliente o caldarium o a una pequeña piscina cubierta de agua fría (frigidarium); desde la sala de agua caliente se accede a otra gran habitación (tepidarium), en la que se mantenía una temperatura superior a la ambiental; debajo de estas dos últimas dependencias se dispone el sistema de calefacción o hipocaustum.
En la ladera nordeste del cerro está enclavado el templo de la ciudad, construcción de planta rectangular dividida en dos naves de 40 x 14 metros, tal vez con tribuna al fondo. En el mismo lado de la meseta se conserva el posible teatro. También se observa una escalera al lado de la muralla para acceder a la acrópolis. En el foro, en la parte alta se distingue una fuente y, en su lado este, un mercado o macelum, del que se conservan once basas de columnas en el porche y los accesos a las tabernas correspondientes. En la misma manzana, restos de una domus con pavimentos de opus signinum y atrio tetrástilo.

## La necrópolis
La antigua necrópolis de Arcóbriga se encuentra en Vallunquer, en el cerro de San Pedro, en las cercanías del poblado. Según los estudios, parece ser que su utilización arranca en los siglos VII-VI a. C., continuando en uso hasta el siglo II d. C. Las sepulturas son individuales y las cenizas del muerto se depositaban en una o varias urnas cerámicas (a veces directamente en el hoyo), protegidas con un escaso ajuar (armas, brazaletes, fíbulas, cuentas de collar o instrumentos diversos). La cubierta del espacio funerario se realiza con cubiertas tumulares de piedra o de piedra y adobe.